# Coda di marea

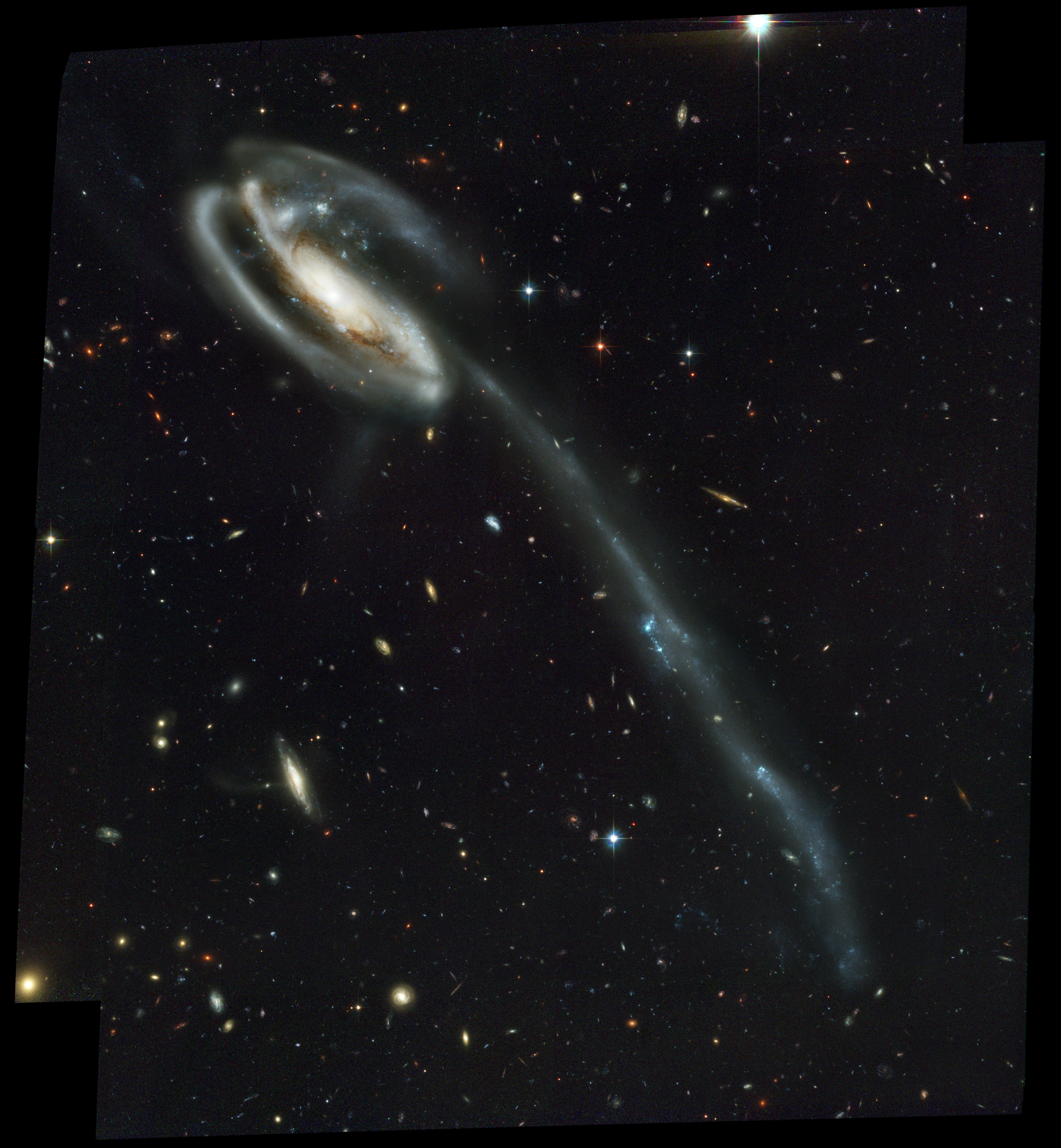
Galassia Girino, esempio di coda di marea

Una coda di marea è una parte sottile ed allungata di stelle e gas interstellare che si estende nello spazio da una galassia. Queste strutture sono conosciute anche come antenne di marea o code mareali. 
Le code di marea sono il risultato dell'interazione delle forze di marea galattiche tra due galassie interagenti. Esempi di galassie che presentano questa struttura sono le Galassie Topo e la Galassia Girino. Le forze di marea possono espellere una quantità significativa di gas verso la coda: tra le Galassie Antenne, ad esempio, quasi la metà della materia gassosa osservata si trova dentro la struttura della coda e approssimativamente il 10% della formazione stellare di queste galassie si osserva nella coda. In generale, quasi l'1% di tutta la formazione stellare dell'universo conosciuto si sviluppa all'interno di una coda di marea. 
Alcuni sistemi presentano una sola coda ma, in alcuni casi, quando due galassie interagiscono, può avvenire che entrambe le galassie sviluppino una coda propria di natura separata. La maggior parte delle code di marea hanno una forma leggermente incurvata generata dalla rotazione delle galassie anfitrione.

## Storia
Il fenomeno della coda di marea fu studiato per la prima volta dettagliatamente da Fritz Zwicky nel 1953. Vari astrofisici, compreso lo stesso Zwicky, hanno espresso perplessità sul come un fenomeno del genere potesse essere creato solamente dall'interazione delle forze di marea delle galassie. Zwicky, infatti, definiva questo processo come "poco ortodosso". Boris Vorontsov-Velyaminov argomentò come le code fossero troppo allungate e strette (arrivando talvolta a lunghezze di 100.000 parsec) per poter essere state prodotte solo per interazioni gravitazionali, dato che questa dovrebbe produrre, in forma teorica, grandi distorsioni. Malgrado ciò, nel 1972, l'astronomo Alar Toomre provò come, di fatto, fosse proprio l'interazione delle forze di marea la responsabile della produzione di queste strutture a forma di coda.